# Crimson Thunder (singel)
Crimson Thunder – trzeci singel szwedzkiego zespołu Hammerfall. Promuje on album studyjny grupy o tym samym tytule.

## Lista utworów
1. "Riders Of The Storm" - 04:34
2. "Hearts On Fire" - 03:51
3. "Crimson Thunder" - 05:03
4. "Dreams Come True" - 04:04

## Twórcy
- Joacim Cans - śpiew
- Magnus Rosén - gitara basowa
- Oscar Dronjak - gitara elektryczna
- Stefan Elmgren - gitara elektryczna
- Anders Johansson - perkusja